# Чарівна подруга
Чарівна подруга, екзотична подруга, подруга-монстр, нелюдська жінка або надприродна коханка — основний персонаж жіночої статі, який часто асоціюють із романтичними комедійними аніме та манга-серіалами та іноді вважають окремим жанром, або як виконавиця головних ролей жанру «фантастичного романсу», який поєднує жанри фентезі та романтики.
Як зазначає Томас ЛаМарр, «шанувальники аніме знайомляться з цілим рядом жіночих фігур, які або не є насправді людьми (роботи, інопланетяни, божества, тварини), або володіють тими чи іншими нелюдськими здібностями (від покращень кіборгів до магічних або екстрасенсорних здібностей), які виводять їх за межі просто людської жінки».
Чарівних подружок може бути одна або кілька в одній серії (завжди за головною чоловічою). Через тенденцію до появи суперниць, навіть якщо є одна головна жінка, а також через неприродний гендерний баланс серед акторства, комедії про чарівну дівчину часто плутають з комедіями про гарем. Хорошим прикладом цього злиття є Aa! Megami-sama, що є «одним із прототипів „гаремних“ проєктів», незважаючи на недовговічний характер більшості романтичних суперництв.

## Історія
Чарівні подруги спочатку походять від американського телесеріалу «Зачаровані», який був дубльований для японського ринку. Відьма Саллі була першим аніме-серіалом, натхненним «Зачарованими», що привело до популярності махо-шьоджьо у японському аніме.

## Жанрова характеристика
Часто серіали в цьому жанрі починаються з того, що головний чоловік зустрічається з головною жінкою випадково або через незвичайну подію, після чого головна жіноча роль якимось чином стає пов'язаною або іншим чином залежить від нього, що часто призводить до ситуації співжиття. У багатьох випадках ця ситуація повторюється з іншими персонажами (Tenchi Muyo!), перекриваючи гаремний жанр. Однак головний чоловік часто не має досвіду спілкування з жінками, хоч те, що зазвичай він «хороший хлопець». Ця ситуація часто заважає стосункам вийти за межі платонічного рівня протягом більшої частини серіалу, оскільки ідеальна дівчина сама по собі не є сильною і, як правило, пасивна у стосунках.
У пародіях персонаж може бути «занадто молодим» (тобто Накахіто Кагура в Марші сталевого ангела; Негі Спрінгфілд у Мені шкода! Магістре Негі Магі) чи інакше мають більш раціональне, амбівалентне ставлення до жінок. Знаменита рання зміна кліше відбувається з відверто розпусним Атару Моробоші з Урусея Яцури, якого просто не цікавлять моногамні стосунки, незважаючи на те, що мало жінок, крім його романтично агресивної дівчини-інопланетянки, вважають його привабливим.
Ще одна особливість полягає в тому, що незабаром після того, як головні чоловіки та жінки починають жити разом, з'являються інші (зазвичай жіночі) персонажі головної жіночої (або чоловічої) ролі (друзі, брати й сестри, родичі, суперники чи навіть вороги), стаючи частими гостями, співжиття, або загалом спричиняючи розлади, або навіть переїжджаючи до головної пари. Іноді з'являється персонаж головної чоловічої статі. Приклади включають Ай Йорі Аоші, де зведений брат Каору намагається заволодіти Аої, і Омаморі Хімарі, де в третьому томі з'являється вбивця демонів Куесу Джінгудзі, який вимагає Юуто Амакаву як наречену.
Навіть коли є одна головна жінка, різноманітні суперники завжди загрожують стосункам між головними героями, часто створюючи складні «багатокутники кохання». Вони можуть відрізнятися від повсякденних персонажів, таких як чоловіки, які борються за прихильність головної жіночої (і рідко чоловічої) головної ролі, або суперників із походження головної жіночої ролі.
Романтичні стосунки в комедіях про чарівну дівчину, як правило, залишаються статичними та платонічними протягом усього серіалу. Зазвичай епізоди включають певну поверхневу загрозу статичному характеру стосунків (якою може бути, і часто є, головна роль чоловіка або бажання подруги зблизитися), яка майже завжди вирішується таким чином, що принципово не змінює що відносини. Сюжетні лінії часто вводяться через якусь загрозу з боку походження чарівної подруги або іншими способами. Якщо романтичні стосунки й рухаються, то дуже повільно.
Як заявила Анналі Ньюіц у 1995 році, Відео дівчини Ай, Урусей Яцура, Тенчі Муйо! і Aa! Megami-sama, чарівні подруги схожі на американські телевізійні шоу, такі як «Зачаровані» та «Я мрію про Дженні», оскільки вони зображують жінок, які є надзвичайно могутніми, а також традиційно жіночними. Ньюіц знову припускає, що чарівні дівчачі романтичні комедії є кульмінацією між світами фантазії та реальністю. Наприклад, в Aa! Megami-samaБеллденді — богиня, яку випадково викликав студент коледжу Кейічі. Подібним чином Ньюіц стверджує, що ідея про те, що жінки «повинні приховувати свою силу», є загальноприйнятою. Це пояснюється тим, що дівчата-чарівниці у вищезгаданих шоу майже виключно використовують свої сили вдома чи в приватних стосунках, але не для влади на роботі чи впливу за межами домашньої сфери.

## Особистість «ідеальної жінки», абоямато надесіко
Багатьох чарівних подружок як шанувальники, так і критики жанру вважають ідеалізацією жіночого роду. Ця модель ідеальної японської жінки, японської гвоздики, схожа на ту, що міститься в «Повісті про Ґендзі». Ідеальні подруги не обов'язково мають чарівну природу. Деякі «ідеальні» чарівні подруги можуть здаватися слабкими та емоційно нужденними, тоді як інші можуть володіти божественною силою, що випливає з їхніх жіночих рис.
Ідеальні жінки абсолютно віддані будь-якій справі, якою вони займаються, і тому, до кого вони відчувають велику прихильність, хоча залежно від справжніх талантів персонажа це може бути чим завгодно, від «досить здібної» до «благонаміреної недоладності». Як правило, у них спокійний, ніжний і скромний характер. Зазвичай вони пригнічують егоїстичні бажання заради бажання добра іншим.
Ідеальні жінки завжди наївні або невинні, що іноді пояснюється походженням подруги, яке не дозволяє мати багато досвіду у звичайному житті. Як це не парадоксально, інші персонажі походження подруги, як правило, не такі наївні (напр Беллденді of Aa! Megami-sama наївніша навіть за свою молодшу сестру). Ідеальні жінки емоційно проникливі, бачать хороше в інших, хоча більшість цього не бачить, і прощають їхні недоліки.
Ідеальні жінки є прикладами дівчат-мое в манзі та аніме. Таким чином, ідеальні подруги не надто незалежні. Вони справжні японки, які, як правило, самі не починають романтичні дії, хіба що в делікатній чи непрямій формі. Однак багато персонажів настільки невинні, що не розуміють природи своїх вчинків. Незалежність і агресія (особливо в сексуальних питаннях) є рисою пародій на ідеальну подругу, як-от Лум у Урусей Яцура, Курумі в Сталевому ангелі Курумі або Хадзукі в Цукуйомі — фаза місяця-.
Пародії на ідеальну жінку часто бувають егоїстичними та втягуються в головну роль чоловіка через власні егоїстичні бажання, які (спочатку) не поділяє їхня партнерка. У той час як головний чоловік зазвичай має певний вплив на свою дівчину (як «чоловік», «наречений», постачальник, власник контракту, клієнт, творець, майстер або навіть власник), пародії на ідеальну дівчину або вдається перевернути владу, збалансувавши стосунки або просто змінивши ролі.
Художники Шьоджьо створили чергову пародію на чарівних подружок. Письменники Сьодзьо приділяють більше уваги дівчині. Приклади включають Абсолютний бойфренд, у якому звичайна дівчина знаходить чарівного хлопця, та Ультра маніяк, у якому дівчина середньої школи знайомиться з чарівною дівчиною та стають з нею кращими подругами, а потім їхні нещастя під час пошуку хлопців.
Сьюзан Дж. Нейпір описала популярність ідеальної чарівної дівчини, наприклад, Беллденді та Ай, як негативну реакцію на соціальне явище «жовтого таксі», коли деякі японські жінки шукали сексуальних стосунків з не-японцями.

## Приклади персонажів «чарівної подруги»
- Беллденді з Aa! Megami-sama
- Лум з Урусей Яцура[10] (пародія на ідеальну дівчину)ei Yatsura[11] (пародія на ідеальну дівчину)
- Лала Саталін Девілюк з To Love-Ru
- Чі з Чобітів[1][12][13]
- Сааті Намба з A.I. Love You[13]
- Харуко з FLCL[13]
- Шаорін з Мамота Шугогеттена[14]
- Найт of Абсолютний бойфренд[9] (чоловічий еквівалент magical girlfriend)
- Сан Сето з Моя наречена - русалка[15]
- Валькірія of UFO Ultramaiden Valkyrie[16]
- Фріна з Фракталу[17]

## У західних масмедіа
Тіффані Вайт з Pop Matters у своєму огляді фільмів про Манекен класифікує фільми про чарівну дівчину за таким шаблоном:
- Головний герой — невдаха, якому не щастить з дівчатами або має справжню дівчину, яка його не розуміє.
- Головний хлопець знаходить чарівну подругу (зазвичай це ангела, русалку чи результат наукового експерименту), і вони закохуються.
- Навколо ховається антагоніст, єдина мета якого — викрити чарівну дівчину.
- Зрештою, головний герой і чарівна подруга рятуються від переслідувань, отримують визнання публіки та проводять решту свого життя щасливими.

A.E. Спарров з IGN, рецензуючи Мамоте Шугогеттен, також пов'язує шоу чарівних подруг із їхніми західними аналогами:
«Вона повністю віддана захисту свого нового „господаря“ від будь-якого нещастя, абсолютно не звертаючи уваги на способи сучасного світу, і (висловлюючись термінами манги для милих дівчат) повний нокаут. Якщо ви ще не повністю занурилися у світ манги, подумайте про „Я мрію про Дженні“. Якщо так, тоді подумайте „О! Моя богиня!“. Будь-що працює, якщо ви шукаєте порівняння».
Приклади чарівної дівчини в західних ЗМІ включають: Лізу з Дивної науки, «Ангел» у Побаченні з Ангелом і Медісон із Сплеску. Для наукової фантастики подруг також можна позначити як «визначену алгоритмом фентезійну дівчину» та варіювати від роботів, таких як Ава у Ex Machina, до систем штучного інтелекту, таких як Саманта у Вона та Джой у Той, хто біжить по лезу 2049.